# Нэнси Дрю. Тайна ранчо теней
«Нэнси Дрю. Тайна ранчо теней» (англ. Nancy Drew: The Secret of Shadow Ranch) — десятая компьютерная игра-квест игра из серии игр о юной сыщице Нэнси Дрю. Выпущена 20 июля 2004 года компанией Her Interactive. В России её локализация, созданная компанией «Новый диск», появилась только 23 марта 2006 года.
В основу сюжета положена одноимённая книга из серии приключений девушки-детектива Нэнси Дрю.

## Сюжет
В этот раз Нэнси Дрю пригласили её подруги Бесс и Джесс на ранчо «Тени», в штат Аризона, где живут их дядя и тётя — Эд и Диана Роули. Однако, прибыв на место, Нэнси не обнаруживает ни подруг, ни Эда и Диану Роули — накануне ночью дядю Эда укусила гремучая змея, поэтому им пришлось срочно ехать в больницу. В этот же момент Нэнси узнаёт о призрачной лошади, которая появляется рядом с ранчо, когда происходит что-то плохое, и, по легенде, является проклятием Дирка Валентайна, который 100 лет назад был влюблён во Фрэнсис Хамбер, дочь шерифа, жившую на ранчо «Тени». В легенде также говорится, что он спрятал где-то в этих местах сокровище для своей возлюбленной. Разумеется, Нэнси не может сидеть, сложа руки, когда вокруг столько тайн. В этой игре игроку предстоит познать все радости сельской жизни: собирать урожай, кормить домашних птиц, готовить, ездить верхом и ухаживать за лошадьми, а также разводить костры. Но будьте осторожны — Аризона таит и множество опасностей.

## Отзывы
| Сводный рейтинг       | Сводный рейтинг |
| Агрегатор             | Оценка          |
| --------------------- | --------------- |
| GameRankings          | 89 %            |
| Metacritic            | 68              |
| MobyRank              | 76              |
| Иноязычные издания    |                 |
| Издание               | Оценка          |
| GameZone              | 9,0             |
| AdventureGamers       | 3               |
| Русскоязычные издания |                 |
| Издание               | Оценка          |
| Absolute Games        | 64 %            |